# لئو اشتراوس
لئو اشتراوس (Leo Strauss)‏ (۲۰ سپتامبر ۱۸۹۹ در کیرشن آلمان – ۱۸ اکتبر ۱۹۷۳ در آناپولیس آمریکا) نظریه‌پرداز و مورخِ فلسفه سیاسی آلمانی - آمریکایی بود. تلفظ آلمانی نام او اشتراوس و تلفظ انگلیسی آن استراوس است.
اشتراوس در خانواده‌ای یهودی در آلمان به دنیا آمد. وی از تأثیرگذارترین نظریه‌پردازان فلسفه سیاسی قرن بیستم محسوب می‌شود. وی شاگردان زیادی را در دانشگاه شیکاگو تربیت کرد و محققان برجسته‌ای که به اشتراوسی‌ها معروف هستند، از مکتب فکری او پیروی می‌کنند. روش منحصربفرد و پیچیده اشتراوس در تفسیر آثار و اعتقادات نویسندگان بزرگ و انتقادات وی از مدرنیته باعث شده تا اشتراوس و مکتب فکری او مخالفان زیادی نیز داشته باشند.
بیشتر آثار اشتراوس به تفسیر متون قدیمی تاریخ فلسفه به ویژه آثار افلاطون و ارسطو اختصاص دارد که برای تفسیر آن‌ها از آثار فلاسفه مسلمان و یهودی قرون وسطی همچون ابن میمون و فارابی بهره می‌گیرد. وی از منتقدان فلسفه مدرن است و معتقد است که دیدگاه‌های فلاسفه قدیمی و ادیان وحیانی به مراتب محکم‌تر از نظرات پایه‌گذاران فکری مدرنیته همچون ماکیاولی، هابز، لاک و ژان-ژاک روسو بوده است و تلاش دارد تا نشان دهد که فلاسفه مدرن تنها با نادیده گرفتن استدلال‌های فلاسفه قدیمی توانسته‌اند بر آن‌ها پیروز شوند.

## زندگی
لئو اشتراوس در ۲۰ سپتامبر ۱۸۹۹ در شهرک کوچک کیرشن در منطقه پروس در امپراتوری آلمان به دنیا آمد. خانواده‌اش از یهودیان محافظه‌کار و ارتدوکس بودند و پدر و عمویش به کار کشاورزی و دامپروری اشتغال داشتند.
لئو یک و نیم سال پایانی جنگ جهانی اول را در ارتش آلمان خدمت کرد. وی در دانشگاه هامبورگ ثبت نام کرده و مدرک دکترای خود را در سال ۱۹۲۱ گرفت. تز دکترای او «مشکلات دانش در نظریه فلسفی اف‌اچ یاکوبی» نام داشت و ارنست کاسیرر استاد راهنمای او بود. وی دوره‌هایی را هم در دانشگاه‌های فرایبورگ و ماربورگ گذرانده و در کلاس‌های ادموند هوسرل و مارتین هایدگر حضور یافت. وی در این دوران به یک گروه یهودی پیوسته و از هواداران جنبش صهیونیسم شد و از این طریق با گروهی از اندیشمندان یهودی آلمان همچون نوربرت الیاس، لئو لوونتال، هانا آرنت و والتر بنیامین آشنا شد. در این دوران نزدیکترین دوست او یاکوب کلین بود و با اندیشمندانی چون هانس گئورگ گادامر، فرانتس رزنتسوایگ، کارل لویت، گرشام شوئلم، پل کراوس (که با خواهر اشتراوس ازدواج کرد) و کارل اشمیت نیز مباحثاتی داشت.
اشتراوس در سال ۱۹۳۲ با پشتیبانی بنیاد راکفلر به پاریس رفت و چند سال را در فرانسه گذراند و تحت نظر لوئی ماسینیون و آندره زیگفرید به مطالعهٔ فلسفهٔ اسلامی و فلسفه یهودی دورهٔ میانه پرداخت. حاصل این دو سال کتاب فلسفه و شریعت (۱۹۳۵) (به آلمانی: Philosophie und Gesetz) بود. این کتاب حاوی مطالبی دربارهٔ فلسفهٔ سیاسی ابن میمون، فارابی، ابن سینا و ابن رشد است. اشتراوس در این کتاب تلاش می‌کند که با استفاده از آثار اصلی فیلسوفان سیاسی اسلامی و یهودی میانه، اندیشه‌های آنان را در بارهٔ نزاع عقل و وحی بیان کند.
وی در فرانسه با میریام (ماری) برانسون ازدواج کرد. برانسون بیوه‌ای با یک فرزند بود که اشتراوس در آلمان با او آشنا شده بود. اشتراوس پسر همسرش و فرزند خواهرش (خواهر اشتراوس با پل کراس ازدواج کرده بود و هر دوی آن‌ها در خاورمیانه کشته شدند) را بزرگ کرد اما خودش صاحب فرزندی نشد. دوستی نزدیک اشتراوس با الکساندر کوژو که تا پایان عمرش ادامه داشت در این دوران شروع شد. وی در پاریس روابط دوستانه‌ای نیز با اتین ژیلسون و ریمون آرون داشت. در این دوران نازی‌ها در آلمان به قدرت رسیدند و اشتراوس یهودی امکان بازگشت به کشورش را از دست داد.
اشتراوس در سال ۱۹۳۵ کار موقتی در دانشگاه کمبریج پیدا کرد و به انگلستان سفر کرد اما نتوانست کار دائمی در انگلستان بیابد و در سال ۱۹۳۷ با حمایت هارولد لاسکی فرصت تدریس در دانشکده تاریخ دانشگاه کلمبیا را پیدا کرده و به آمریکا مهاجرت کرد. وی در آن هنگام یک محقق عادی محسوب می‌شد که تحقیقات او گرایش‌های نسبتاً عجیبی داشت. او مثل دیگر مهاجرین آلمانی هم‌دورهٔ خود همچون هانا آرنت، مارکوزه، هورکهایمر و اریک فوگلین به تدریج در جامعه دانشگاهی آمریکا مطرح شد. اما تفاوت او با دیگران این است که از میان محققان اروپایی که پس از ظهور نازیسم به آمریکا مهاجرت کردند تنها اشتراوس بنیان‌گذار نوعی مکتب خاص فکری شد. اگرچه بسیاری از محققان آمریکایی نیز از این مهاجران تأثیر پذیرفتند اما به ندرت می‌توان کسی را یافت که به آرنتی یا مارکوزه‌ای مشهور باشد. در حالیکه شمار قابل توجهی از محققان برجسته به عنوان اشتراوسی شناخته می‌شوند.
اشتراوس در ۱۹۴۴ شهروند آمریکا شد. از ۱۹۳۸ تا ۱۹۴۹ در مدرسه جدید پژوهش اجتماعی تدریس کرد. در سال ۱۹۴۹ استاد علوم سیاسی در دانشگاه شیکاگو شد و برای اولین بار در عمرش دستمزد خوبی دریافت کرد. او تا سال ۱۹۶۸ در این دانشگاه تدریس می‌کرد. اشتراوس از ۱۹۶۸ تا ۱۹۶۹ در کالج کلرمون و از ۱۹۶۹ تا زمان مرگش در ۱۹۷۳ در کالج سن جان تدریس کرد.
اشتراوس ۱۵ کتاب نوشته است که سه کتاب اول به آلمانی و بقیه به انگلیسی هستند. در میان آثار او سه کتاب «حق طبیعی و تاریخ»، «شهر و انسان» و «اندیشه‌هایی در باب ماکیاولی» را می‌توان کتاب‌های آموزه‌محور او معرفی کرد؛ یعنی با فهم آن‌ها می‌توان کلیت نظریات اشتراوس را دریافت.

## اندیشه
سخن گفتن از اعتقادات و نظریات اشتراوس بسیار دشوار است چراکه بیشتر آثار او به شرح آثار فلاسفه قدیمی و بررسی تاریخ فلسفه اختصاص دارد و به ندرت می‌توان اظهار نظری شخصی از در مورد مسائل روز سیاسی مثل دمکراسی یا جنگ پیدا کرد. اشتراوس حتی نظری منفی نسبت به سیاست به معنای روزمره آن دارد. در نگرش او چیزی به نام مسئولیت روشنفکری یا کاربرد فلسفه به عنوان ابزار اصلاح اجتماعی وجود ندارد. او نگرش افلاطونی را دنبال می‌کند که به «شهر» (محل زندگی سیاسی و فضای عمومی) به مثابهٔ غار-زندان می‌نگرد. از دیدگاه او مجادلات سیاسی روزمره چیزی جز بحث در مورد سایه‌های روی دیوار نیست و غایت فلسفهٔ سیاسی بیرون رفتن از شهر و تأمل در باب مسائل بنیادی است.
از طرف دیگر آثار اشتراوس سرشار از نکات ریز و دقیق و مشحون از نقل قول‌های مستقیم و ارجاعات مکرر به آثار مختلف هستند. از نظر اشتراوس هیچ کلمه‌ای در اثر یک نویسنده درجه اول اتفاقی نیست و حتی استفاده از یک کلمه به جای کلمه دیگر ممکن است در فهم معنای متن به خواننده کمک کند. به همین دلیل خواندن آثار اشتراوس نیازمند رفت و برگشت مکرر به متن اصلی و بازخوانی متون قدیمی است. علاوه بر این اشتراوس معمولاً از نتیجه‌گیری خودداری می‌کند و از خواننده می‌خواهد که خود با مراجعه به متن به قلب اثر هدایت شود. به همین دلیل مطالعه آثار اشتراوس نیازمند حوصله زیاد و ترجمه‌های بسیار دقیق (هم از اثر اشتراوس و هم از متن اصلی) و حتی آشنایی به چند زبان مختلف است.
از نظر اشتراوس فلسفه و سیاست قابل تفکیک نیستند. در باور او فلسفه سیاسی با محاکمه و اعدام سقراط پا به عرصه وجود گذاشت. این بحث سقراط که فلاسفه برای مطالعه «طبیعت» بایستی به سراغ مطالعه «طبیعت انسان» بروند و در زبان افلاطون به صورت «انسان یک حیوان سیاسی است» ترجمه شده، از نظر اشتراوس یکی از مهم‌ترین مباحث تاریخ فلسفه است.
اشتراوس بین «متفکران بزرگ» و «محققان» تمایز می‌گذارد. او خودش را در گروه محققان می‌داند و معتقد است بیشتر افرادی که خود را فیلسوف می‌دانسته‌اند در واقع محقق بوده‌اند. از نظر او خصوصیت یک محقق احتیاط فکری و تعهد به موازین روش‌شناسی است. متفکران بزرگ بی‌باکانه و خلاقانه به سراغ مسائل نظری بزرگ می‌روند اما محققان به صورت غیرمستقیم با این مسائل نظری درگیر می‌شوند و کارشان بررسی تفاوت دیدگاه‌های متفکران در مورد این مسائل است.
بخش مهمی از فلسفه اشتراوس در واقع پاسخ به آثار هایدگر است. اشتراوس معتقد است که صورت‌بندی کامل فلسفه سیاسی مدرن بدون فهم تفکرات هایدگر ممکن نیست و در تفکرات سیاسی بایستی مسائل هستی‌شناسی و تاریخ متافیزیک در نظر گرفته شود.
اشتراوس نوشته است که نیچه نخستین فیلسوفی بود که به خوبی نسبی‌گرایی را درک کرد و ایدهٔ نسبی‌گرایی ریشه در موافقت کلی با تاریخی‌گرایی هگلی دارد. هایدگر اما تفکر نیچه را بهسازی کرده و به آن جنبهٔ سیاسی بخشید. نیچه معتقد بود که اصول فکری ما همچون اعتقاد به پیشرفت به همان اندازه سایر اصول قدیمی نسبی هستندو تنها راهی که برای خروج از این نسبی‌گرایی انتخاب یک دروغ زندگی‌بخش به جای یک حقیقت مرگبار و ساختن یک «افسانه است. هایدگر اعتقاد داشت که نیهیلیسم تراژیک نیچه ناشی از یک مفهوم ناقص غربی از وجود است که ریشه آن به تفکرات افلاطون می‌رسد.

### انتقاد از تاریخی‌گرایی
نکتهٔ محوری در اندیشه اشتراوس این است که حقایق فلسفی زمانمند نیستند؛ یعنی سوالات بنیادین فلسفه در تمام زمان‌ها مشترک است. از همین منظر است که اشتراوس با تاریخی‌گرایی مخالفت می‌کند. دیدگاه تاریخی‌گرایی معتقد است بستر تاریخی که هر شخص در آن زندگی می‌کند شیوهٔ اندیشیدن او را تعیین می‌کند و از آنجا که گذشتگان در فضای تاریخی بسیار متفاوتی زندگی کرده‌اند امکان دستیابی به نظرات واقعی آن‌ها غیرممکن است.
از نظر اشتراوس آنچه مانع فهم درست قدما می‌شود تغییر دوران تاریخی نیست، بلکه سلطهٔ نگرش مدرنی است که یا نظریات قدما را از اشتباه می‌کند و از بررسی آن‌ها به استناد برداشتی دگماتیک و متعصبانه از مفاهیم مدرن (همچون پیشرفت و دمکراسی) طفره می‌رود یا همین عقیده تاریخی‌گرایی رایج که امکان دستیابی به نظرات حقیقی قدما را به دلایل هرمنوتیکی و تاریخی ناممکن می‌داند. در نتیجه تلاش اشتراوس بر دو محور استوار است؛ اول اینکه نشان دهد نظرات قدما رد نشده‌اند بلکه نادیده گرفته شده‌اند و دوم اینکه تاریخی‌گرایی هایدگری نامعقول و بی‌پایه است. به همین دلیل شعار همیشگی او اینست: «فهمیدن آثار فلاسفه قدیمی به همان صورتی که خودشان آن‌ها را می‌فهمیده‌اند».
اشتراوس در معروفترین کتاب خود که «حق طبیعی و تاریخ» نام دارد به تاریخ‌گرایی حمله می‌کند. از نظر او این جریان با نفی تمایز میان «گمان» و «دانش» (دوکسا و اپیستمه)، «عرف» و «طبیعت» (نوموس و فوسیس) به نفی تمام و کمال ایدهٔ «حق طبیعی» (استانداردهای عینی که می‌تواند مبنای طرح قوانین سیاسی و اخلاقی باشد) و حتی امتناع فلسفه در معنای جستجوی دانش و حقیقت منجر می‌شود. اگر تمایز میان دانش و گمان فرو بریزد، فلسفه هم به عنوان شرط ضروری حق طبیعی فرو خواهد ریخت.
اشتراوس همیشه اصل را بر این می‌گیرد که فلاسفهٔ بزرگ بهتر از ما مسائل را می‌فهمیده‌اند و ما نباید خود را داناتر از آن‌ها فرض کرده و نظرات آن‌ها را با توجه به عقاید خود تفسیر کنیم. حرف یک فیلسوف خارق‌العاده همچون ارسطو هرچقدر هم برای ما نامعقول باشد بایستی جدی گرفته شده و دلیل موافقت ارسطو با آن بررسی شود. برای مثال این دیدگاه ارسطو که دمکراسی رژیم نامطلوبی است را نباید به حساب تفکرات منسوخ یونانیان و تأثیرپذیری ارسطو از عقاید اشتباه رایج در جامعه آن دوران بگذاریم، بلکه باید آن را بررسی کرده و دلایل او را به دقت بسنجیم. به همین دلیل است که خوانش اشتراوس از متن آثار فلاسفه بی‌شباهت به خوانش متون مقدس مذهبی در مدارس مذهبی نیست.

### شیوهٔ تفسیر
یکی از جدلی‌ترین وجوه اندیشه اشتراوس اعتقاد او به وجود مطالب پنهان در آثار نویسندگان قدیمی است. اشتراوس معتقد است که بسیاری از نویسندگان بزرگ قدیمی به دلایل مختلف نظریات خود را در باطن آثار خود مخفی ساخته‌اند و برای دستیابی به اعتقادات اصلی آن‌ها باید وجوه پنهانی آثار آن‌ها را کشف کرد. یکی از روش‌های کشف وجوه پنهانی «عددشناسی» است. برای مثال او در کتاب «اندیشه‌هایی در باب ماکیاولی» بخش‌های مفصلی را به بررسی تعداد فصل‌های کتاب شهریار ماکیاولی و تعداد کلمات و ارتباط این اعداد با یکدیگر اختصاص می‌دهد. وی نتیجه می‌گیرد که برای فهم بسیاری از فصول کتاب‌های ماکیاولی بایستی همان فصل را در کتاب‌های دیگر او مطالعه کرد؛ مثلاً فصل ۱۱ شهریار که به «شهریاری‌های کلیسایی» می‌پردازد باید در پرتو فصل ۱۱ کتاب گفتارها که مربوط به «دین رومی‌ها» است درک شود. وی با همین روش به این نتیجه می‌رسد که ماکیاولی اندیشمندی به شدت «ضدمسیحی» بوده و منشأ تمام بدی‌ها و نابسامانی‌های زمان خود را در آموزه‌های مسیحی می‌دیده است. برای مثال ماکیاولی در فصل ۱۳۴ شهریار داستان جالوت و داوود را نقل می‌کند اما به شیوه‌ای اشتباه و چاقویی را هم در دست داوود می‌گذارد که در داستان کتاب مقدس وجود ندارد.
روش دیگر اشتراوس برای درک مطالب پنهانی در آثار فلاسفه توجه به اشتباهات آشکار نویسندگان بزرگ است. گاهی دیده می‌شود که نویسنده‌ای نقل قولی از یک اثر مشهور می‌آورد که در آن اثر وجود ندارد یا نقل قولی را به شخص دیگری نسبت می‌دهد یا داستانی را به شیوه اشتباه روایت می‌کند. اشتراوس معتقد است نویسندگان بزرگ از این اشتباهات عمدی برای رساندن پیام‌های خود سود می‌برده‌اند.
نباید پنداشت که وجود جنبه‌های باطنی در متون قدیمی کشف اشتراوس است. این امر در روزگاران پیش کاملاً شناخته شده بود و اشتراوس دوباره به آن توجه کرده و بر اهمیت آن واقف گشته است. برای مثال فارابی می‌گوید: «افلاطون حکیم از گشودن اسرار علم در نزد خاص و عام اکراه داشته است از همین رو با توسل به کنایه و رمز و تمثیل و مغلق‌گویی کوشیده است فلسفه را از اغیار و نااهل حفظ کند و نگذارد فلسه توسط این افراد به کژراهه کشانده شود یا به دست کسانی بیفتد که ارزش آن را نمی‌دانند یا به شیوه‌ای نادرست از آن استفاده می‌کنند». ابن میمون نیز در پیشگفتار کتاب دلالة المتحیرین می‌نویسد که کتابش به عمد حاوی تناقض‌های مخفی است زیرا به هنگام صحبت از مسائل مبهم، مخفی کردن برخی مسائل و آشکار ساختن بعضی دیگر ضرورت دارد.
اما چرا بسیاری از نویسندگان باستان از چنین شیوه عجیبی برای نگارش استفاده می‌کرده‌اند؟ به نظر اشتراوس مهم‌ترین و بارزترین دلیل ترس از پیگرد و خطری بود که از ناحیه جامعه و حکومت متوجه فلسفه می‌شد. فیلسوفان باید خود را در جوامع بسته و رژیم‌های جبار زمانه خود حفظ می‌کردند. اما یک خطر دیگر که چندان آشکار نیست خطری است که از ناحیه فلسفه متوجه جامعه می‌شد. فلسفه باورهای جامعه را زیر سؤال می‌برد و فلاسفه به خاطر مسئولیتی که در مقابل جامعه خود دارند بایستی به عقاید و باورهای عمومی احترام بگذارند.

### بحران مدرنیته
اشتراوس بیش از هر چیز مورخ فلسفهٔ سیاسی است و انگیزه او در بررسی فلسفه کلاسیک بیشتر ناشی از درک ویژه‌اش از بحران مدرنیته و بحران جاری غرب است. او ریشه این بحران را در بی‌اعتقادی غرب به اهداف و ارزش‌های خود می‌داند. این بی‌اعتقادی پیامد چالش‌های نظری فلسفهٔ سیاسی در مورد برنامه‌های مدرنیته مانند ارزش جهان‌گرایی، پیوند رفاه با عدالت و سعادت، و به‌کارگیری علم در راه قدرت انسان است.
تردید نسبت به برتری هدف تا حدی از تجربه‌های ناموفق قرن بیستم نشأت گرفته و به رشد دیدگاه‌های تاریخ‌گرایانه و نسبی‌گرایانه انجامیده که امکان شناخت ارزش‌ها و اهداف جهانشمول را نفی می‌کنند. بحران مدرنیته بحرانی را در دمکراسی لیبرالی پدیدآورده است. لیبرال دمکراسی دیگر به عقلانی بودن هدف‌ها و معیارها و ارزش‌هایش ایمان ندارد و به نوعی بی‌بندوباری و تحجر فکری گرایش یافته است.
اشتراوس معتقد است برای یافتن منشأ بحران مدرنیته باید به مطالعه مقدمات مدرنیته و مقایسه فلسفه سیاسی مدرن با فلسفه کلاسیک پرداخت. مطالعه‌ای که بنا را بر درستی تفکر جاری و نادرستی تفکر باستانی نمی‌گذارد. این مطالعه با مقایسه تاریخ‌گرایی با فلسفه غیر تاریخ‌گرایانه گذشته ممکن است و فلسفهٔ غیر تاریخ‌گرایانه گذشته را تنها با مطالعهٔ تاریخی غیر تاریخ‌گرایانه می‌توان دریافت.

### در مورد جمهوری افلاطون
اشتراوس به انتقادات کارل پوپر در کتاب «جامعه باز و دشمنان آن» از جمهوری افلاطون این‌گونه پاسخ می‌دهد که جمهوری افلاطون راهنمایی برای اصلاح نظام سیاسی نیست و از سیسرو نقل قول می‌کند: «جمهوری بهترین رژیم را به ما نشان نمی‌دهد بلکه ماهیت چیزهای سیاسی و ماهیت شهر را به نمایش می‌گذارد».
از نظر اشتراوس شهری که در جمهوری افلاطون از آن سخن می‌رود غیرطبیعی است به این دلیل که «برای تحقق آن بایستی اروس حذف شود» و منظور او از اروس نیازهای جسمی آدمیان است. اشتراوس معتقد است که افلاطون جمهوری را نوشته تا ثابت کند که چنین نظامی غیرممکن است. از نظر او جمهوری و فیلسوف‌شاه افلاطون هر دو تعلیق به امر محال (reductio ad absurdum) هستند.

## منتقدان
بحث‌انگیزترین دیدگاه اشتراوس دعوت او به بازگشت به قدما و انتقادات سختی است که بر مبانی فکری فیلسوفان دوران مدرن و عصر روشنگری همچون ماکیاولی، هابز، لاک و روسو، اسپینوزا، منتسکیو وارد می‌کند و نقد خویش را تا فلاسفه جدیدتری چون مارکس و هایدگر ادامه می‌دهد. او تلاش دارد تا نشان دهد که فلاسفهٔ مدرن تنها با نادیده گرفتن استدلال‌های فلاسفه قدیمی توانسته‌اند بر آن‌ها پیروز شوند. برای مثال او در کتاب «اندیشه‌های در باب ماکیاولی» این اندیشمند ایتالیایی را «آموزگار شر» می‌نامد و می‌نویسد «ماکیاولی از سنت بزرگ می‌گسلد و عصر روشنگری را آغاز می‌کند. ما باید این مسئله را بررسی کنیم که آیا عصر روشنگری شایسته نامش است یا اینکه نام اصلی آن عصر تاریکی است».
بدیهی است که بازگشت به قدمایی که اشتراوس توصیه می‌کند با اعتراض‌های زیادی روبرو خواهد شد. افلاطون و ارسطویی که اشتراوس از آن‌ها دفاع می‌کند نه به برابری انسان‌ها معتقد بوده‌اند، نه دمکرات بوده‌اند و نه پیرو ایده‌آل‌های مدرنی چون حقوق بشر و سکولاریسم. پس تأکید اشتراوس بر حقانیت قدما به معنای به چالش کشیدن مقدس‌ترین آموزه‌های فکری انسان مدرن خواهد بود.
همین باعث شده تا اشتراوس منتقدان زیادی نیز در جامعه دانشگاهی، محافل روشنفکری و چپ‌گرا داشته باشد به‌طوری‌که حتی تعلق خاطر به اشتراوس یا شاگردان او می‌تواند مانع مهمی برای پیشرفت آکادمیک باشد. یک نمونه معروف در ماجرای عدم اعطای استاد تمامی دانشگاه ییل به تامس پنگل اتفاق افتاد. نقل است که یکی از اعضای دانشگاه گفته بود: «دو گروه نمی‌توانند در ییل کرسی استادی دائم داشته باشند یکی لنینیست‌ها و دیگری اشتراوسی‌ها».
اشتراوس گاهی در رسانه‌های عمومی و محافل چپ‌گرا به عنوان پدر معنوی جریان نومحافظه‌کاری آمریکا قلمداد می‌شود. نومحافظه‌کاران جریانی در داخل حزب جمهوری‌خواه آمریکا هستند که در دولت جرج بوش پسر قدرت زیادی یافتند. ادعای تأثیرپذیری نومحافظه‌کاران از اندیشه‌های اشتراوس با انتقاد گروهی دیگر از اندیشمندان مواجه شده است چراکه قریب به اتفاق نوشته‌های اشتراوس در مورد مسائل کاملاً نظری فلسفه سیاسی است و او به ندرت اظهار نظری در مورد مسائل روز سیاسی کرده است. این گروه معتقدند ایدهٔ صدور دمکراسی نومحافظه‌کاران نیز با اندیشه قدمایی اشتراوس قابل جمع نیست. نومحافظه‌کاران کلید مشکلات جهان را در دمکراتیک شدن تمام کشورها می‌بینند. ایدهٔ صدور دمکراسی ایده‌ای مدرن است که با نظریات اندیشمندان مدرنی چون لاک، روسو و منتسکیو قابل جمع است نه اندیشه قدمایی که اشتراوس از آن دفاع می‌کند.

## ترجمهٔ آثار اشتراوس به فارسی
- تاریخ فلسفه سیاسی. ترجمه یاشار جیرانی و شروین مقیمی زنجانی، انتشارات پگاه روزگار نو
- حقوق طبیعی و تاریخ. ترجمهٔ باقر پرهام. نشر آگه
- فلسفهٔ سیاسی: مقالاتی منتخب. ترجمهٔ فرهنگ رجایی. انتشارات علمی و فرهنگی
- شهر و انسان، ترجمهٔ رسول نمازی. نشر آگه
- ضیافتِ افلاطون به‌نزدِ لئو اشتراوس. ترجمهٔ ایرج آذرفزا. انتشارات علمی و فرهنگی
- سقراطِ کسنوفون، ترجمهٔ یاشار جیرانی، نشر پگاه روزگار نو
- گفتارِ سقراطی کسنوفون. ترجمهٔ یاشار جیرانی. نشر آگه
- مقدمه‌ای سیاسی بر فلسفه. ترجمهٔ یاشار جیرانی. نشر آگه
- جامعه‌شناسی فلسفهٔ سیاسی. ترجمهٔ محسن رضوانی. نشر پژوهشگاه علوم و فرهنگ اسلامی

## پانوشت‌ها
1. ↑  رضوانی: ۱۳۸۵، صص ۶۴–۵
2. 1 2  نمازی، سیاست‌نامه، ص ۸
3. ↑  تارکوف و پنگل، ص ۱
4. ↑  جیرانی، مهرنامه، ص ۲۶۶
5. 1 2 3  نمازی، سیاست‌نامه، ص ۱۰
6. 1 2  نمازی، مهرنامه، ص ۲۶۸
7. ↑  جیرانی، ص ۲۶۷
8. 1 2  نمازی، سیاست‌نامه، ص ۹
9. ↑  تارکوف و پنگل، ص ۱۵–۱۶
10. ↑  تارکوف و پنگل، ص ۱۷
11. ↑  تارکوف و پنگل، ص ۲–۳
12. ↑  تارکوف و پنگل، ص ۱۰
13. ↑  نمازی، مهرنامه، ص ۲۶۹